# Поцелуй Путина
«Поцелуй Путина» (дат. Putins kys) — документальный фильм датского режиссёра Лиз Бирк Педерсен, премьера состоялась в Дании 18 января 2012 года. Фильм посвящён бывшему федеральному комиссару и спикеру движения «Наши» Марии Александровне Дроковой.

## Сюжет
Молодёжная общественная организация «Наши», являясь близкой к Кремлю, приобретает всё бо́льшую популярность среди политически активной молодёжи России. Помимо её официальной цели — поддержки нынешней политической системы путём создания будущей элиты из ярких представителей российской молодёжи, одна из основных её задач — предотвращение распространения среди россиян взглядов политической оппозиции действующему режиму.
Главная героиня фильма — Мария Дрокова, комиссар движения «Наши». Мария, дочь представителей среднего класса, живёт в маленькой квартире на окраине Москвы. В 15-летнем возрасте девушка решает вступить в это движение, видя в нём воплощение её энергии и амбиций.
Маша сделала стремительную и головокружительную карьеру. Заняв место среди лидеров движения, она однажды сфотографировалась с самим Владимиром Путиным, изредка посещавшим собрания организации. Поскольку девушка восхищалась им и воспринимала его как идеал политического лидера, от полноты чувств она даже поцеловала его.
Маша считает себя частью прогрессивной организации, состоящей из хорошо воспитанных, образованных и красноречивых юношей и девушек. Оппозиция же считает «Наших» провластной группировкой, осуществляющей угрозы и нападения на тех, кто выступает против действующей власти.
По ходу сюжета Маша выставляет свою кандидатуру для переизбрания в «Наши». Победа её более удачливого (и более радикального) соперника, чья программа называется «Борьба с врагами России», заставляет девушку переосмыслить своё участие в деятельности движения. Девушка знакомится с носителями других политических взглядов, в том числе с журналистом Олегом Кашиным, с которым ей приходилось вести дебаты на телевидении. Вопреки логике событий, ярые политические противники становятся близкими друзьями.
Узнав о жестоком нападении на Олега, Маша переосмысливает свои политические взгляды и покидает движение «Наши».
Героями фильма также выступают оппозиционер Илья Яшин и глава «Росмолодёжи» Василий Якеменко.

## Признание и награды
Фильм получил награду за лучшую операторскую работу (Ларс Скри) на кинофестивале «Сандэнс».

## Судьба Марии Дроковой. Переезд в США
Мария Александровна Дрокова (род. 26 октября 1989; Тамбов) была награждена медалью ордена «За заслуги перед Отечеством» I степени, работала помощником депутата от ЛДПР — Сергея Абельцева.
В 2008 году занималась продвижением интернет-канала Russia.ru.
В 2009 году Мария Дрокова провела пиар-акцию по метанию ботинок и сапог в американских политиков.
Позже переехала в США и получила в марте 2017 года гринкарту, живёт в Калифорнии. После замужества Дрокова сменила фамилию на Бухер. В 2017 году основала в Калифорнии свой венчурный фонд Day One Ventures, в который инвестировал бизнесмен Сергей Белоусов. В конце 2022 года получила гражданство Кыргызстана.